# Sorry's Not Good Enough/Friday Night
Sorry's Not Good Enough/Friday Night è un singolo del gruppo musicale britannico McFly, pubblicato nel 2006 ed estratto dal loro terzo album in studio Motion in the Ocean.
Il brano Friday Night è incluso nel film Una notte al museo (Night at the Museum), uscito nel 2006.

## Tracce
1. Sorry's Not Good Enough - 4:27
2. Friday Night - 3:22
3. Rockin' Robin - 2:35
4. Sorry's Not Good Enough (Live Version) - 4:48
5. Sorry's Not Good Enough (Live Video) - 4:55

## Classifiche
| Classifica (2006) | Posizione raggiunta |
| ----------------- | ------------------- |
| Regno Unito       | 3                   |